# Станове (Калінінградська область)
Станове (рос. Становое) — селище Німанського району, Калінінградської області Росії. Входить до складу Жилінського сільського поселення.
Населення —  3 особи (2015 рік). 